# Leila K
Лайла Ель Халіфі (швед. Laila El Khalifi араб. ليلى الخليفي народ. 6 вересня 1971), більш відома під сценічним псевдонімом Leila K — шведська співачка в стилі євроденс і колишня реперка марокканського походження.

## Біографія

### Ранні роки
Лайла Ель Халіфі народилася у Швеції в родині водія трамвая марокканського походження. Дитячі роки провела в передмісті Гетеборга . Батьки вирішили відправити її до школи в Марокко, але після року навчання вона повернулася до Швеції.

### Музична кар'єра
Талант Лайли виявили учасники музичного дуету Rob'n'Raz, побачивши її на музичному конкурсі. Їм сподобалася її музика, і вони запропонували їй контракт на запис альбому у 1988 році. Щоб уникнути плутанини з американським репером зі схожим іменем, вона взяла собі сценічний псевдонім Leila K . Спільно з Rob'n'Raz у 1989 році вийшов її перший хіт — пісня «Got to Get», яка увійшла до складу альбому 1990 року Rob'n'Raz featuring Leila K.
У перші роки кар'єри у неї було багато хітових творів, її музика звучала по всій Європі. Вона припинила співпрацю з Rob'n'Raz і вирушила на Ібіцу, де їй вдалося самостійно організувати концерти. У 1990 році спільно з Доктором Албаном вона виконала сингл «Hello Afrika!», що став популярним у Європі. Її сольна кар'єра почалася в 1991 році з синглу «Time», за яким послідувало безліч інших популярних творів, таких як її найбільший хіт «Open Sesame» і кавер-версія синглу Пластика Бертрана «Ça Plane Pour Moi».
У 1995 році вона повернулася на музичну сцену з синглом «Electric». Вона продовжувала випускати нові музичні твори до 1997 року.
У Швеції Leila K стала відомою як фігурантка ряду гучних скандалів. У 1998 році SVT зняла документальний фільм про претензії Leila K на славу під назвою «Fuck You», «Fuck You Very Much». У 2000 році вона з'явилася у кліпі «Open Sesame», кавер-версії її власного хіта 1992 року. У 2003 році шведські ЗМІ повідомили, що вона живе на вулиці і змушена красти їжу, щоб вижити . Компанія звукозапису вирішила допомогти їй фінансово, випустивши збірку під назвою Leila K's Greatest Tracks.
У 2005 році шведський мультиплікатор Мартін Келлерман взяв у неї інтерв'ю для свого журналу коміксів Rocky. 15 червня 2007 шведські ЗМІ повідомили, що вона виявилася несподіваним гостем на вечірці з нагоди випуску книги Bögjävlar, виконавши пісню «Plane Pour Moi» і свій старий хіт «Electric». У травні 2011 року Leila K взяла участь у записі нового треку «Legendary» виконавця Валленберга .
18 липня 2015 року Leila K з'явилася в якості гості на фестивалі Tammerfest у Тампере (Фінляндія) зі своїми піснями «Electric» and «Open Sesame» . Вона також була гостем на Denniz Pop Awards 2015 . У 2016 році вона була включена до Шведської музичної зали слави .

## Дискографія

### Студійні альбоми
| Rob'n'Raz feat Leila K                       | - Дата випуску: травень 1990 - Лейбл: Telegram Records Stockholm - Формат: CD | 14 | 27 | - | -  | 81 | 30 |
| Carousel                                     | - Дата випуску: вересень 1993 - Лейбл: Urban Records - Формат: CD             | 30 | 10 | - | 30 | 89 | 32 |
| Manic Panic] '                               | - Дата випуску: червень 1996 - Лейбл: Mega Records - Формат: CD               | 17 | -  | 4 | -  | -  | -  |
| Leila K's Greatest Tracks                    | - Дата випуску: травень 2003 - Лейбл: Bonnier Music Sweden - Формат: CD       | 40 | -  | - | -  | -  | -  |
| «-» позначає релізи, що не потрапили в чарт. |                                                                               |    |    |   |    |    |    |

### Сингли
| 1989                                         | «Got to Get»        | 10 | 3  | 10 | 3  | 14 | 2  | 4 | 3  | 8  | - SWE: Золотий | Rob'n'Raz feat Leila K |
| 1990                                         | «Rok the Nation»    | 3  | —  | 3  | 21 | 21 | 16 | — | 13 | 41 | - SWE: Золотий | Rob'n'Raz feat Leila K |
| 1990                                         | «Just Tell Me»      | —  | —  | —  | —  | —  | —  | — | —  | —  |                | Rob'n'Raz feat Leila K |
| 1990                                         | «It Feels So Right» | —  | —  | —  | —  | —  | —  | — | —  | —  |                | Rob'n'Raz feat Leila K |
| 1991                                         | «Time»              | —  | —  | —  | —  | —  | —  | — | —  | —  |                | Тільки сингли          |
| 1991                                         | «Magic Ball»        | 30 | —  | —  | —  | —  | —  | — | —  | —  |                | Тільки сингли          |
| 1992                                         | «Open Sesame»       | 21 | 5  | 9  | 5  | 13 | 2  | — | 4  | 23 |                | Carousel               |
| 1993                                         | «Ça Plane Pour Moi» | 25 | 8  | 6  | 13 | —  | 24 | — | 17 | 69 |                | Carousel               |
| 1993                                         | «Check The Dan»     | —  | —  | —  | —  | —  | —  | — | —  | —  |                | Carousel               |
| 1993                                         | «Slow Motion»       | 27 | 26 | 20 | 37 | —  | —  | — | —  | —  |                | Carousel               |
| 1993                                         | «Close Your Eyes»   | —  | —  | —  | —  | —  | —  | — | —  | —  |                | Carousel               |
| 1995                                         | «Electric»          | 8  | —  | 2  | 61 | —  | —  | — | —  | —  |                | Manic Panic            |
| 1996                                         | «C'Mon Now»         | 21 | —  | 3  | —  | —  | —  | — | —  | —  |                | Manic Panic            |
| 1996                                         | «Rude Boy»          | 29 | —  | 8  | —  | —  | —  | — | —  | —  |                | Manic Panic            |
| 1996                                         | «Blacklisted»       | —  | —  | —  | —  | —  | —  | — | —  | —  |                | Manic Panic            |
| 1997                                         | «Party Police»      | —  | —  | —  | —  | —  | —  | — | —  | —  |                | Тільки сингли          |
| «—» позначає релізи, що не потрапили в чарт. |                     |    |    |    |    |    |    |   |    |    |                |                        |